# 爱麦克湖
爱麦克湖，是一个位于中国内蒙古自治区阿拉善左旗额尔克哈什哈苏木图兰太嘎查以东的干盐湖，系腾格里沙漠北部的风蚀洼地形成。湖面高程1314米，长8.2千米，最大宽4.4千米，平均宽2.2千米，面积18平方千米。盐类矿床主要是芒硝和石盐。